# Kap Farväl!
Kap Farväl! är en prosabok av Harry Martinson utgiven 1933.
Boken är en fortsättning på de berättelser om sitt sjömansliv på 1920-talet som Martinson inledde med Resor utan mål (1932). I boken skildras intryck från bland annat Brasilien och Indien och den innehåller även några dikter. Det framkommer också att det var för att leta efter sin mor, som lämnat hemmet och begett sig till Amerika, som Martinson gav sig ut till sjöss.

## Mottagande
Boken fick ett mycket positivt mottagande av kritikerna. I BLM skrev Georg Svensson: "Den nya boken är stöpt i samma form som Resor utan mål, men den är ännu lödigare, ännu mer sällsamt skimrande och dyrbar... Jag har läst den i det tillstånd av leende, andlös förväntan, som måste vara den högsta poetiska upplevelsen. Jag vet knappast någon annan författare, svensk eller utländsk, som förmått fascinera mig så motståndslöst som Harry Martinson." Gunnar Mascoll Silverstolpe skrev: "med denna vakenhet och mottaglighet förenar han en förmåga att minnas, att när som helst återkalla syner och sensationer, som vi knappast ha något motstycke till inom vår diktning – det skulle i så fall vara Strindberg". Anders Österling ansåg att Martinsons båda reseböcker tillsammans utgjorde "ett i sitt slag verkligt originellt svenskt verk, vartill man sannolikt inte har många motstycken på främmande marknad".
Efter utgivningen av Kap Farväl! blev Martinson en av Sveriges mest omskrivna och hyllade författare. Bland annat ägnade tidskriften Spektrum honom ett specialnummer 1933.
Året därpå utkom boken i en engelsk översättning med titeln Cape Farewell och blev en stor framgång även i England. The Times Literary Supplement gav mycket beröm och menade att man här mötte något mycket sällsynt – en författare som var född till diktare. Martinson lovordades också i The Observer och Daily Express och The Book Society tog med Cape Farewell på sin lista över "Book of the Month". Boken utgavs även i USA och i holländsk översättning.